# CX 26 SODRE
CX 26 SODRE urugvajska je radijska postaja u vlasništvu državne tvrtke SODRE-e sa sjedištem u Montevideu. Emitiranje radijskog programa stanica je započela 1929. godine.
Program je uglavnom posvećen vijestima i glazbi prema željama slušatelja. Vijesti se prenose na španjolskom jeziku.
Snaga i dnevnog i noćnog programa postaje iznosi 100 KW, dovoljno za pokrivanje područja nekoliko departmana.
Ostale sestrinske radijske postaje su CX 6 (klasična glazba), CX 38 (radijske emisije) i CXD 246 (Babel).